# زیمرن
شهر زیمرن (به آلمانی: Simmern) در ایالت راینلند-فالتز در کشور آلمان واقع شده‌است.